# Superliga (Russland)
Die Russische Superliga (russisch Чемпионат России по хоккею с шайбой/ Tschempionat Rossii po chokkeju s schajboj) war von 1996 bis 2008 die höchste Liga im professionellen Eishockey in Russland. Hier wurde der Titel des russischen Meisters ausgespielt. Nach der nordamerikanischen National Hockey League galt sie als spielstärkste Liga der Welt. Die Superliga war Teil der Russischen Pro-Hockeyliga, auch Russian Hockey League RHL genannt, welche sich aus zwei Divisionen zusammensetzte, der Superliga und der Wysschaja Liga (Oberliga). Die RHL Superliga wurde 1996 gegründet und 2008 von der Kontinentalen Hockey-Liga KHL abgelöst.

## Mannschaften

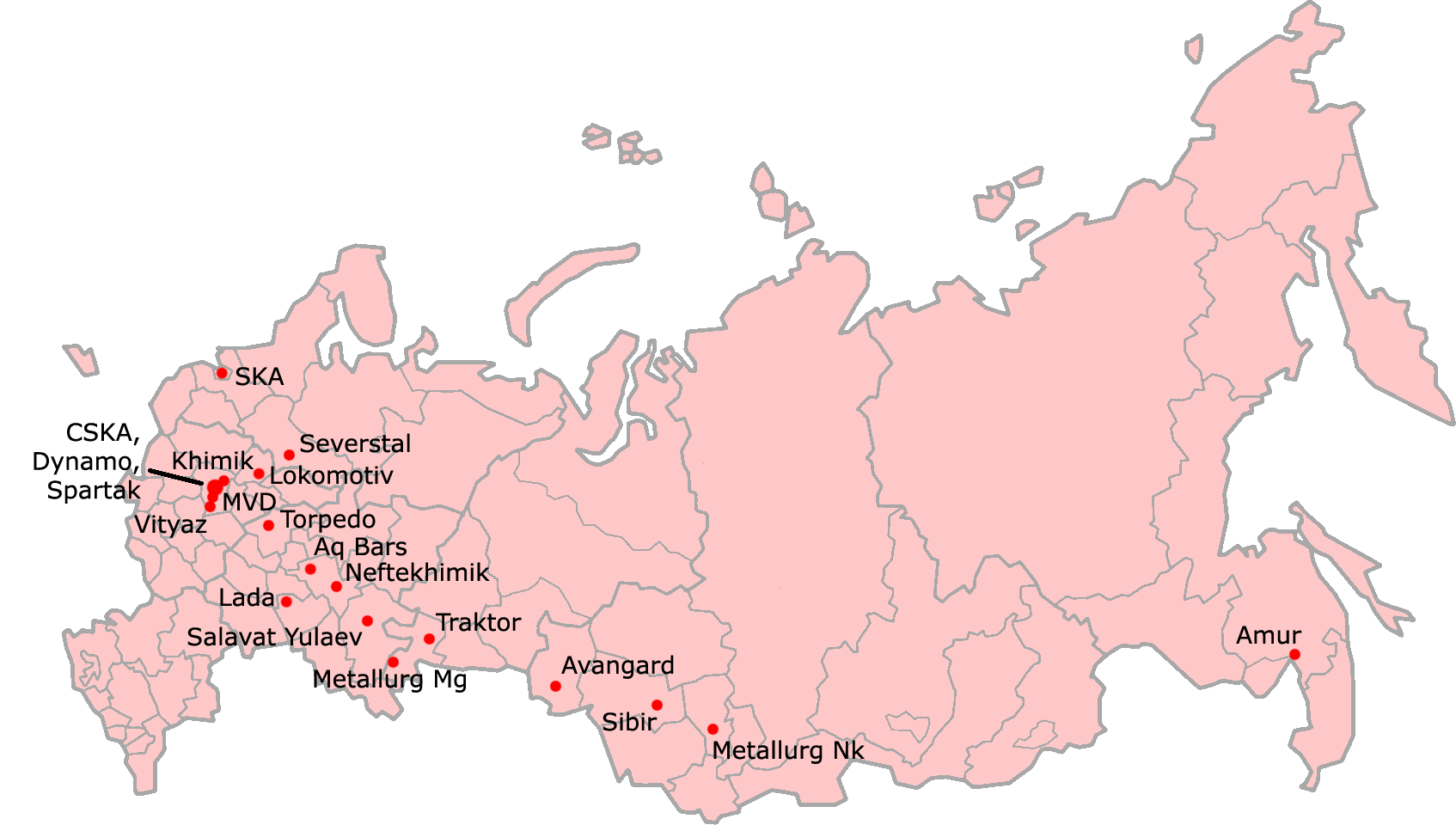
Klubs der Superliga 2007/08

| - Amur Chabarowsk - Lokomotive Jaroslawl - Ak Bars Kasan - HK Metallurg Magnitogorsk - HK Dynamo Moskau - HK Spartak Moskau - HK ZSKA Moskau - Chimik Moskowskaja Oblast - HK MWD Moskowskaja Oblast - Neftechimik Nischnekamsk | - Torpedo Nischni Nowgorod - Metallurg Nowokusnezk - HK Sibir Nowosibirsk - HK Awangard Omsk - SKA Sankt Petersburg - HK Lada Toljatti - Witjas Tschechow - HK Traktor Tscheljabinsk - Sewerstal Tscherepowez - Salawat Julajew Ufa |

## Superliga-Meister
| Saison  | Liga      | Meister                   | Vizemeister               | Pokalsieger               | Vizepokalsieger  |
| ------- | --------- | ------------------------- | ------------------------- | ------------------------- | ---------------- |
| 1996/97 | Superliga | Torpedo Jaroslawl         | HK Lada Toljatti          | –                         | –                |
| 1997/98 | Superliga | Ak Bars Kasan             | HK Metallurg Magnitogorsk | HK Metallurg Magnitogorsk | HK Dynamo Moskau |
| 1998/99 | Superliga | HK Metallurg Magnitogorsk | HK Dynamo Moskau          | –                         | –                |
| 1999/00 | Superliga | HK Dynamo Moskau          | Ak Bars Kasan             | –                         | –                |
| 2000/01 | Superliga | HK Metallurg Magnitogorsk | HK Awangard Omsk          | –                         | –                |
| 2001/02 | Superliga | Lokomotive Jaroslawl      | Ak Bars Kasan             | –                         | –                |
| 2002/03 | Superliga | Lokomotive Jaroslawl      | Sewerstal Tscherepowez    | –                         | –                |
| 2003/04 | Superliga | HK Awangard Omsk          | HK Metallurg Magnitogorsk | –                         | –                |
| 2004/05 | Superliga | HK Dynamo Moskau          | HK Lada Toljatti          | –                         | –                |
| 2005/06 | Superliga | Ak Bars Kasan             | HK Awangard Omsk          | –                         | –                |
| 2006/07 | Superliga | HK Metallurg Magnitogorsk | Ak Bars Kasan             | –                         | –                |
| 2007/08 | Superliga | Salawat Julajew Ufa       | Lokomotive Jaroslawl      | –                         | –                |